# Mirko Venturi
Mirko Venturi (ur. 1 maja 1981 w Reggio Emilia) – włoski kierowca wyścigowy.

## Kariera
Venturi rozpoczął karierę w wyścigach samochodowych w 1999 roku od startów we  Włoskiej Formule Renault Campus, gdzie stanął na najniższym stopniu podium klasyfikacji generalnej. W późniejszych latach Włoch pojawiał się także w stawce Włoskiej Formuły Renault, FIA Sportscar Championship, Niemieckiej Formuły 3, Italian Super Touring Car Championship, Włoskiego Pucharu Porsche Carrera, Campionato Italiano Turismo Endurance, Lamborghini Blancpain Super Trofeo, Toyo Tires 24H Series-A4, Belcar Endurance Championship, Blancpain Endurance Series, Endurance Champions Cup, Campionato Italiano Gran Turismo, Winter Series by GT Sport, 24-godzinnego wyścigu Le Mans, European Le Mans Series, International GT Open, FIA World Endurance Championship oraz United Sports Car Championship.